# Diseño transgeneracional
El diseño transgeneracional es la práctica de hacer productos y entornos compatibles con los impedimentos físicos y sensoriales asociados con el envejecimiento humano y que limitan las principales actividades de la vida diaria. El término fue acuñado en 1986 por el profesor de diseño industrial de la Universidad de Siracusa James J. Pirkl para describir e identificar los productos y los ambientes que se adaptan, y apelan, al más amplio espectro de los que lo usarían -los jóvenes, los ancianos, los discapacitados- sin penalización para ningún grupo. 
El concepto «diseño transgeneracional» salió de su proyecto de investigación financiado por el gobierno federal "Diseño para el envejecimiento", Industrial design Accommodations: A Transgenerational Perspective (Acomodación  del diseño industrial: una perspectiva transgeneracional). Las publicaciones resultantes del proyecto, proporcionaron información detallada sobre el proceso de envejecimiento; profesionales y estudiantes del diseño industrial informados y sensibilizados sobre las realidades del envejecimiento humano; y ofreció un útil conjunto de directrices y estrategias para el diseño de productos que se adaptan a las necesidades cambiantes de las personas de todas las edades y habilidades.